# František Částek
František Částek (3. května 1833 Cerekvice nad Loučnou — 22. ledna 1915 Plzeň) byl český středoškolský profesor, později ředitel městské vyšší reálky, vážený měšťan a čestný občan města Plzně. Výrazně se angažoval v městském občanském i kulturním životě.

## Život
Narodil se v Cerekvici nad Loučnou u Litomyšle do rodiny učitele. Gymnázium vychodil v Litomyšli a Hradci Králové. Vystudoval následně učitelský ústav v Praze. Roku 1854 nastoupil na reálku do Lokte, kde roku 1859 dosáhl funkce skutečního učitele. Zde se také oženil s Gabrielou Mieslovou.

### V Plzni
Roku 1863 se přesunul do Plzně, kde nastoupil na vyšší chlapeckou reálku jako učitel a prozatímní ředitel, roku 1865 byl definitivně jmenován ředitelem školy. Částek se čile zapojoval též do městského života česky mluvící populace Plzně. Stal se členem řady spolků: byl členem Okrašlovacího spolku vedeného Adolfem Pytlíkem, který ve městě zřídil několik sadů a parků, členem městské školní rady a místním školním inspektorem, členem plzeňské Měšťanské besedy či členem rady Uměleckoprůmyslového muzea. 28 let působil jako člen obecního zastupitelstva. Rovněž působil jako předseda kuratoria městského chorobince zřízeného díky podpoře lékaře a filantropa Augustina Fodermeyera.
Roku 1903 bylo Františku Částkovi uděleno čestné občanství města Plzně. Za své zásluhy pak obdržel roku 1910 od rakouského císaře Františka Josefa I. Rytířský kříž Řádu Františka Josefa.

### Úmrtí
František Částek zemřel 22. ledna 1915 v Plzni ve věku 69 let a byl pochován pravděpodobně na plzeňském Ústředním hřbitově.
V Plzni 2-Slovanech po něm byla pojmenována ulice, Částkova.

### Rodinný život
František Částek se oženil s Gabrielou Mieslovou. Po smrti své ženy roku 1882 se podruhé oženil s Barborou Klotzovou. Z obou manželství vzešlo celkem 5 dětí. Syn František mladší se stal důlním inženýrem.